# Dismorphia cubana
Dismorphia cubana is een vlindersoort uit de familie van de Pieridae (witjes), onderfamilie Dismorphiinae.
Dismorphia cubana werd in 1862 beschreven door Herrich-Schäffer.